# Henry Sanabria Cely
Henry Armando Sanabria Cely (Bogotá, 30 de mayo de 1971) es un policía colombiano, abogado y administrador policial en el grado de General. Fue director general de la Policía Nacional de Colombia.

## Biografía
Natural de Bogotá, ingresó a la Escuela de Cadetes General Francisco de Paula Santander en 1987, iniciando su carrera en el área de policía judicial e investigación, perfilándose como oficial de inteligencia. Es especialista en derecho administrativo, investigación criminal, seguridad, derecho penal y criminología. Magíster en dirección estratégica otorgado en España.
Su carrera de 33 años de servicio la ha desempeñado en la Dirección de Inteligencia, el Departamento de Policía Cundinamarca y la Escuela de Cadetes de Policía General Santander. Como Coronel fue secretario privado de la Dirección General de la Policía y subdirector de Sanidad, cargo que desempeñaba cuando fue seleccionado para el curso de ascenso al grado de Brigadier General en octubre de 2016 junto a otros 10 coroneles. En diciembre de 2017 ascendió a Brigadier General. El 4 de enero de 2019 fue designado como Comandante de la Policía Metropolitana de Cartagena de Indias, cargo en el cual permaneció hasta el 4 de enero de 2021, cuando fue promovido a la dirección Administrativa y Financiera de la Institución, en desempeño del cual fue promovido al grado de Mayor General en diciembre de 2021. El 12 de agosto de 2022 fue designado director general de la Policía Nacional. El 18 de diciembre de 2022 El director general de la Policía Nacional, Henry Sanabria, alcanzó el máximo grado en la institución al ser ascendido a general de la República. El reconocimiento le fue otorgado junto a otros 42 uniformados en la Escuela Militar de Cadetes José María Córdova por el presidente Gustavo Petro.
El 12 de abril de 2023, el presidente Gustavo Petro lo apartó del cargo mientras agradeció mediante un tuit el “arduo trabajo del General Sanabria”. De igual forma, nombraba como nuevo director de la Policía Nacional al General William Salamanca.